# 카발라

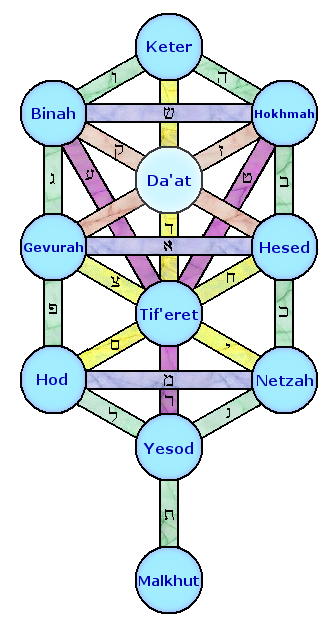
세피로트의 나무(생명나무)

카발라(히브리어: קַבָּלָה 캅발라, Kabbalah)는 유대교 신비주의 사상을 말한다. 히브리어 '카발קבל'에서 온 말로, '구전 토라의 신비 곧 입에서 입으로 전래된 그러나 비밀스러운 지혜와 믿음[≒전통]'을 가리킨다. 세계의 도처에서 볼 수 있는 신비주의 전통과 일맥상통하는 형태를 보인다 할 수도 있다. 카발라는 예루살렘 성전 파괴이후의 유대교 신비주의의 양식을 그대로 쫓고 여타 신비주의처럼 특정한 카발라 교의(敎義)의 독선주의도 배제 안된다. 다양한 해석 방향성이 있다. 
많은 유대인은 카발라를 토라 연구의 연장선상에서 보기도 하며 토라<모세오경>에 내재된 깊은 의미를 연구하는 비밀יסוד인 것으로 간주한다.기본적으로 카발라적 해석의 토라(모세오경)의 연구는 전통적으로 다음과 같은 네 단계로 나뉜다.
- 페샤트(Peshat פשט): 히브리ㅡ아람어 문법적으로 나타난 뜻
- 레메즈(Remez רמז): 비유하거나 은유성으로 해석되는 뜻
- 데라쉬(Derash דרש): 랍비 문학 곧 넓은 의미의 구전 율법 미드라쉬들적 해석
- 소드(Sod סוד): 토라(모세 오경)에 내재한 비밀(영적 또는 에소레틱한 사실)을 신비주적 사고로 해석

토라에 내재한 비밀 연구[소드סוד]를 카발라라고 한다.
카발라의 중심이 되는 오래된 책은 바히르(Bahir)와 헤이카롯(Heichalot)이 있고 나중에는 13세기경의 조하르(Zohar)가 있다.또한 sefer yetzirah.  
카발라는 말 그대로 유대교의 신비주의이고 내재해서, 백과사전을 포함해, 일반으로 통용되는 완전하고 정확한 설명이 없으나 학자인 게르솜 숄렘, 아서 그린, 다니엘 마트, 모셰 이델은 카발라 여러 문서를 명확하게 현대적으로 조명했다. 학자인 게르솜 숄렘과 마틴 부버는 유대교를 카발라적 사고로 대중화했다고 평가된다.

## 역사
카발라는 오랜 유대교의 역사와 그 근간을 같이 하는 듯하지만, 대체로 예수 사후 100년 이상이 지난 가운데 구약이 완성되고서 형성되기 시작했다는 쪽에 무게를 둔다. 지역상으로는 프랑스와 스페인에서 크게 전개되고서 이슬람과 힌두교와 접촉하고 교류해 다양한 모습을 노정(露呈)했다.

## 메르카바
메르카바(Merkabah는 →신의 전차)라는 뜻으로, 천상(天上)으로의 상승이나 하강을 기초로 신의 전차에 접근을 뜻하는데 천상은 유대의 세계관인 하늘 7개를 넘어 천상의 궁전으로 하는 도약이다. 이때 유대 제사장들이 착용하는 우림과 둠밈을 이용해 재주 부리는 사람을 보호해야 한다고 간주되고 하강은 지하로 실제로 내려가지 않고 재주 부리는 사람 자신의 내면으로 들어가는 것을 뜻한다.
- 관련 저작: 랍비 아키바의 《메세 메르카바》(Maaseh Merkava →전차의 길)
- 카발라 형성 과정 중 가장 초창기 단계로 추측된다.[출처 필요]

## 아인 소프
아인 소프(히브리어: אין סוף, Ain Sof →무한(無限), 끝 없음, 신)은 전술한 비존재나 음존재나 비근거를 대상으로 한 카발라다운 대상이다. 신을 아인 소프이라 부른 사람은 12세기의 맹인 랍비라고 한다.

## 세피로트
세피로트(Sefirot)는 수나 철자를 뜻하고 카발라 문헌인 세페르 예치라에 연유한다.
아인 소프가 감춰진 신의 무한성을 뜻한다면, 세피로트는 세상에 현현(顯現)한 신을 지칭한다. 세피로트는 근원에서 뻗어 나온 나무와 같은 모습을 형성하고 각 가지는 신이 드러난 힘을 반영하거나 근력(筋力)을 나타낸다.
세피로트의 힘의 반영은 신과 피조물을 매개하지 않고 자신 내에서 벌어지는 사건으로 간주되므로 양극의 대대들은 신성한 혼인에 의거하여 서로 합일한다고 간주한다.
세피로트의 나무는 평면으로 그려지지만, 실제는 상이한 단계의 열 가지 차원과 그런 것의 관계를 표현한다. 이런 것은 흔히 아래로 늘어지는 생명나무 형태로 묘사되지만, 종종 포함되고 겹쳐지는 원으로도 표현된다.

### 세피라
세피로트는 상이한 빛이나 투명한 그릇 열 개로 구성되었는데 각 빛을 세피라라고 한다. 그런 것은 각각 케테르(Keter→왕관), 호크마(Hochma→지혜), 비나(Binah→이해), 헤세드(Chesed→자비), 게부라(Gevura→힘), 티페레트(Tiferet→아름다움), 네짜흐(Netzach→승리), 호드(Hod→위엄), , 예소드(Jesod→기초), 말쿠트(Malchut→왕국)으로 구성되어 있다.
- 세페르 예치라(Sefer Jetzirah) →창조의 서
- 세페르 조하르(Sefer Zohar) →광휘의 서

## 크리스천 카발라
유대 카발라의 연장에 있고 카발라에 관심(關心)한 기독교도에 의거해 전개된 카발라를 칭한다.

## 같이 보기
- 영지주의
- 만다야교